# 메이테쓰 나고야 본선
나고야 본선(名古屋本線 なごやほんせん)은 일본 아이치현 도요하시시의 도요하시역을 기점으로 기후현 기후시의 메이테쓰 기후 역을 연결하는 총 연장 99.8km의 나고야 철도 관할 노선이다.

## 개요
도요하시 역. - 기후 역 구간의 각 도시를 연결. 나고야 철도 창립 때부터 경합한 일본국유철도 (현재의 도카이 여객철도), 도카이도 본선에 대해, 운행대수를 압도적인 대립에 서며, JR 도카이 이행 후에 신 쾌속열차등 크게 증발한 이래, 속도 · 운임 등 양 회사간의 경쟁이 활발화되었다.
일반적으로는 메이테쓰(의) 본선등으로 불리지만, 나고야철도의 본선, 혹은 나고야 역을 지나는 메이테쓰 제 1의 간선이라고 하는 의미로 나고야 본선이 정식명칭이다.

### 도카이 여객철도와의 공동 구간
도요하시역의 북서쪽 방향 3.8km에 있는 시모지역 - 고자카이 역 구간의 히라이 신호장에서 JR도카이 이다선에 합류해, 도요하시 역 - 히라이 신호장 구간을 도카이 여객철도와 공용하고 있다. 도카이 여객철도가 시설을 소유하는 하행선을 메이테쓰 기후 역 방면 열차와 JR의 주부텐류 역 방면 열차가 지나, 메이테쓰가 시설을 소유하는 상행선을 양 선의 도요하시 방면의 열차가 통과한다. 덧붙여 이 구간에 있는 후나마치역 · 시모지 역은 도카이 여객철도의 전용역에서, 메이테쓰의 열차는 정차하지 않는다.

## 노선 정보
- 노선 거리 (영업 킬로): 99.8km
- 궤간: 1067mm
- 역수: 60개 (기 · 종점 포함)
- 복선구간
  - 이중 복선화 :
    - 진구 앞 역 - 가나야마 역 구간 (나고야 본선 · 도코나메 선 열차가 각 2개의 선을 따로 따로 사용할 방향별 이중 복선화)

  - 복선화 :
    - 도요하시 역 - 진구 앞 역 구간 (도요하시 역 - 히라이 신호장 구간은 전술대로 JR 이다선과 공용)
    - 가나야마 역 - 메이테쓰 기후 역 구간 (메이테쓰 기후 역 앞에 단선 구간 존재)
- 전선화 구간: 전선 전선화 (직류 1500V)
- 폐색방식: 자동폐색식
- 최고속도: 120km/h (도요하시 역 - 히라이 신호장 구간은 85km/h.
- 최급경사: 35‰ (산노 역 - 메이테쓰 나고야 역 구간)
- 최소곡선반경: 160m (히가시비와지마 역 - 비와지마 분기점 구간 - 가노 역 - 메이테쓰 기후 역 구간, 상행선만 히가시비와지마 역 - 사코 역 구간)
- 최장노선구간: 상행선 메이덴 아카사카 역 동쪽 방향 - 히라이 신호장 남쪽 방향 (도요카와 방수로 교량) 약 8.8km, 하행선 히라이 신호장 북쪽 방향 - 메이덴 아카사카 역 동쪽 방향 약 7.8km.

## 운행 형태
고로부터 도요카와 선, 신안조로부터 니시오 선, 진구 앞으로부터 도코나메 선(공항선 · 고와 선 · 지타 신선 방면), 비와지마 분기점에서 이누야마 선 (가카미가하라 선, 히로미 선 방면), 스카구치에서 쓰시마선(니시오 선 방면)이 분기 하지만, 많은 열차가 직통한다.
이러한 열차의 대부분이 메이테쓰 나고야 · 가나야마 방면으로 향해서 운전되어 비와지마 분기점 - 가나야마 역 구간에서는 이른 아침 · 심야를 제외해 2 ~ 3분 간격(하루라도 1시간에 26개)의 고빈도로 열차가 달리는 상태가 되고 있다. 이 때문에, 메이테쓰 나고야 역에서는 계통별로 정차 위치를 늦추거나 일부의 보통 열차로 스카구치 행이나 가나야마 행을 설정하거나 2005년 1월의 공항선 개업에 임하고는 본선의 도요하시역 - 메이테쓰 기후 역 구간의 특급을 줄여 공항 방면으로 충당하거나 대응하고 있다. 특히 이 구간에서 사고나 장애가 일어나면, 다이어의 혼란이 직통 각선에 퍼진다.
상기의 운행 구간에 대해서는, 가나야마 종합 역 개업에 수반하는 것 외 선과의 접속 개선, 이누야마 선 - 지하철 쓰루마이 선 직통 운전 개시, 경합 하는 JR도카이의 근교 수송의 강화에 의해서 이용객이 분산화하고 있다.

### 뮤 스카이 · 쾌속특급 · 특급열차

#### 도요하시 역 - 기후 역 구간
나고야 본선 내의 도요하시 역 - 기후 역 구간에 하행선은 일부 특별차의 특급으로, 상행선은 일부 특별차의 쾌속 특급으로, 각각 2대씩 운행하고 있다. 기본 정차역에서의 전 구간 표준 소요 시각은, 메이테쓰 나고야 역 1분 정차로서 쾌속 특급이 79분 (메이테쓰 나고야 - 기후 간 29분 · 메이테쓰 나고야 - 도요하시 간 49분), 특급이 83분 (메이테쓰 나고야 - 기후 간 29분 · 메이테쓰 나고야 - 도요하시 간 53 )이 되고 있다. 모두 1998년 즘에 있어서의 최단 시각에 비해 3분 정도의 여유 시각이 더해 있어, 신키소가와와 가사마쓰가 기본 정차역이 된 것으로 게다가 3분 늘어나고 있다.
이 계통은 예부터 1200계의 6량 또는 1800계를 증결한 8량으로 운전되어 왔지만, 최근에는 2200계(1700-2300계를 포함한다. 증결차는 3100계 또는 3150계)에 의한 운용도 증가했다. 구간 열차로서 하행은 나고야 정지(휴일에 후술의 니시오 발이 1개만 운전)나 스카구치 정지(평일에 도요하시 발과 니시오 발이 1개씩만 운전), 오름은 고 정지(심야에 기후 발의 1개만)나 이나 정지(평일 심야에 2개, 휴일은 1개만으로 미아이 역에도 정차)나 히가시오카자키기 정지가 있다. 쾌속 특급 · 특급 모두 표준 정차역에게만 정차하는 열차가 대부분이지만, 아침이나 심야는 도요하시 역 입구에서 급행을 보완하기 위해, 이나 역이나 고 역에 정차하는 열차도 있어, 평일아침 러쉬에는 일부의 상행 열차가 가사마쓰 역 또는 신키소가와 역을 통과한다. 평일 아침에 기후 역 발 특급 도요하시 행의 3대만, 나루미 역에도 정차한다.
2011년 3월 26일의 다이어 개정에서는 메이테쓰 나고야 역 23시 57분 발 히가시오카자키 행 전차 일반차 특급이 설정되어 있다.

#### 도요하시 역 - 이누야마 선 · 히로미 선 직통 계통
이누야마 선에 직통하는 특급으로서 도요하시 역 - 신우누마 역간에 하행은 일부 특별차의 쾌속 특급으로, 상행은 일부 특별차의 특급으로, 각각 2대씩 운행하고 있다. 이 운행 계통은 1996년부터 도요하시 방면에서 나고야 공항까지의 액세스를 목적으로 하여 평일 아침에 1개만 달리고 있어 도요하시 방면에서 이누야마 선에 유일하게 직통하는 일부 특별차의 특급 계통으로서 알려져 있었다. 2005년 1월 개정으로 일단 폐지가 되었지만 2007년 6월 개정으로 시각을 다소 변경하여 부활하는 등, 2008년 12월에 개정으로 인하여 큰폭으로 증가하고 있다. 휴일 아침만 신카니 역에서 도요하시 방면에 직통하는 특급도 3대 설정되어 있는 것 외에 평일 아침에 이누야마 역 정지가 1대만 설정되어 있다. 사용 차량은 상기 도요하시 - 기후의 계통과 같다.

#### 기후 역 - 주부 국제공항 역 구간
주부 국제공항으로 가는 연락 특급으로서 주부 국제공항 역 - 기후 역 구간에 전차 특별차인 뮤 스카이를 1대(일중 이외), 일부 특별차의 특급을 2대 운행하고 있다. 2008년 12월의 다이어 개정 이전에는 낮에도 도요하시 발착의 열차가 매시에 1대 운행되고 있었지만, 주부 국제공항 역 방면에서(보다) 나고야 역 방면의 이용자가 압도적으로 많아, 환승의 불편이 눈에 띄었기 때문에 이것을 폐지해, 대신에 기후 발착의 열차를 증편했다(저녁 이후에도 설정). 중부 국제공항 역 - 기후 역 구간의 열차와 도요하시 역 - 신우누마 역간의 열차는, 가나야마 역 또는 진구 앞 역에서 ,함께 같은 플랫폼에서 환승이 가능. 다만 나고야 본선 내 만을 안내로 승차하는 경우 이외는, 이전과 같은 단시간으로의 접속은 고려되지 않게 되었다. 종합 하면 나고야 본선의 일반차(자유석)를 연결한 쾌속 특급 · 특급은 15분 간격으로 운행되고 있다.
2011년 3월 26일의 다이어 개정보다, 종래 운행되고 있던 도요하시 역 발 주부 국제공항 행 일부 특별차(2005년 1월의 개정으로 설정. 역 배선의 형편상 가나야마 역에서 되풀이하고 있었다.)과 나고야 역 - 기후 역 구간의 낮 시간대의 뮤 스카이가 폐지되어 이 시간대의 뮤 스카이는 주부 국제공항 역 - 나고야 역의 왕복 운전이 되었다. 또, 심야에는 도코나메 · 공항선의 상행선 나고야 방면과 나고야 본선의 하행선 이치노미야 방면의 최종 열차를 겸한 주부 국제공항 역 발 기후 행의 전차 · 일반차특급이 설정되어 있다.
현재 일부 특별차특급은 2200계와 1700계-2300계로 운전되고 있다.
덧붙여 도요하시 발착의 열차는 등장시에는 1200계, 폐지 시점에서는 2200계로 운전되고 있었다.

#### 니시오 선 직통 계통
니시오 선직통 계통으로서 니시오 역 - 나고야 역(평일의 니시오 발은 스카노구치 행) 구간의 일부 특별차의 특급을 1일 1회 왕복만 운행하고 있다.1200계 6량 편성으로 운전된다. 일찍이 이 계통은 전차특별차로 사야 역 또는 키라요시다 역까지 운행되고 있어 1600계나 1000계 4량 편성(이상은 2008년까지)이나 8800계(2005년까지)나 7000계(1999년까지)로 운전되고 있었다. 2008년 6월 29일에 실시의 다이어 개정으로, 아침의 니시오 발 나고야 행과 야간의 나고야 발 니시오 행의 각 1대가 일부 특별차화 된 것 외는 모두, 쾌속 급행(현재는 급행. 일부 열차는 니시오선 내 준급)에 격하되었다.

#### 그 외의 계통
평일 아침에는, 도요카와이나리발 쾌속 특급 기후 행(2200계 6량, 2대만. 히가시오카자키까지는 급행과 같은 정차역)이나, 고와 발 기후 행(평일은 1200계 8량, 휴일은 2200계 6량)등의 열차도 있다. 모두 일부 특별차로 운전된다.
가나야마 역 - 히가시오카사키 역에서는 낮이라도 혼잡이 잦은 편이다. 이것은 지류 역 이동으로의 최선착 열차인 것으로 지류 역에서의 이용객이 많은 일(실제 미카와 선으로부터의 환승객도 상당히 많다)이 크게 영향을 주고 있다. 메이기 간으로는 쾌속 특급 · 특급은 아침의 특급의 일부를 제외한 모든 것이 신키소가와 역과 가사마쓰 역에도 정차해, 소요 시간이 29분 - 31분이 되고 있다. 유일한 양 역 거리가 되는 뮤 스카이도, 메이기 간은 지연 여유를 가미해 27 - 28분 걸려 달린다.

#### 뮤 스카이 · 쾌속특급 · 특급 운행 대수
이상을 정리하면, 낮시간 대에 나고야 본선 내에서 뮤 스카이, 쾌속 특급, 특급은 이하의 대수가 운행되고 있다(2011년 3월 26일 개정시. 뮤 스카이만 전차특별차로 외는 일부 특별차. 이 기사에 기재하고 있지 않는 이누야마선, 도코나메 선 직통열차를 포함한다).
- 도요하시 역 - 진구 앞 역 구간: 쾌속특급, 특급 2대
- 진구 앞 역 - 메이테쓰 나고야 역 구간: 뮤 스카이, 쾌속 특급 2대, 특급 6대
- 메이테쓰 나고아 역 - 비와지마 분기점 구간: 뮤 스카이 1대 (아침 · 저녁은 2대), 쾌속 특급 2대, 특급 4대
- 비와지마 분기점 - 메이테쓰 기후 역 구간: 하행선은 특급 4대, (하루 이외에 뮤 스카이 1대가 추가), 상행선은 쾌속특급 2대, 특급 2대(하루 이외에 뮤 스카이 1대가 추가).

### 쾌속특급 · 특급 · 준급
2008년 12월 27일의 다이어 개정보다, 나고야 본선 진구 앞 역 이동으로 쾌속 급행은 설정되지 않게 되었다.

#### 도요하시 역 · 도요카와이나리 역 - 메이테쓰 기후 역 구간
도요하시 역 - 기후 역 구간과 도요카와이나리 역 - 이치노미야 역 구간에, 급행을 각 2개 운행하고 있다. 도요카와이나리 발착의 계통은 저녁 이후는 오사토 역에도 특별 정차, 도요카와이나리 역 - 히가시오카자키 역 구간은 준급이 되어, 후지카와 역과 오토가와 역에도 정차한다. 고쿠부 역 - 히가시오카자키 역 구간을 달리는 준급은 도요카와이나리 역 · 고쿠부 역 - 나고야 방면의 열차가 중심으로, 평일 아침에 1개만 이나 역 까지의 열차가 운행된다. 또, 러시 아워시엔 히가시오카자키 - 도요아케 역 구간에서 운행되는 준급은 히가시오카자키 이동으로 급행이나 보통으로 종별 변경을 실시하는 열차가 많아, 히가시오카자키 역을 끼워 종별 변경 없게 운행하는 준급은 종래는 없었지만, 2011년 3월 개정으로 아침의 상행선 1개가 설정되었다.
하루의 도요하시 · 도요카와이나리역 - 기후 역 구간의 급행은 나루미 역(상행선의 대부분) · 젠고 역(도요하시 발 기후 행) · 호리타 역(도요카와이나리 발 이치노미야 행)에서 일부 특별차의 쾌속 특급 또는 특급에 1회만 앞질러간다(아침 러쉬 등은 종점까지 뽑아지지 않은 것도 있다. 다만 도요카와이나리 발의 하행선은 고쿠부 역에서 쾌속 특급의 통과와 도요하시 행 급행이 도착한 후에 발차. 상행선은 기후 발차 시점에서 특급 또는 쾌속 특급의 바로 후에 발차하기 위해(때문에), 진구 앞 역까지는 뽑아지지 않다). 급행의 운행 시와 분은, 대피 시간을 제외하면 도요하시 역 - 나고야 역 구간이 60분 - 64분 , 나고야 역 - 기후 역간은 최고 속도 31분이지만 대부분은 여유 시분이 더해져 35분 전후 걸리기 위해, 메이기 구간의 겉(표) 정속도는 그다지 높지 않다(이 때문에 JR도카이도 본선의 보통 열차보다 늦다. 1990년대의 최단 기록에서도 29분 ). 이전에는 신안조 역 · 도요아케 역 · 신키요스 역 등에서 특급을 대피하고 있던 적도 있다. 또, 도요카와이나리 발의 열차는 15시 대 이후의 히가시오카자기 이동에 있어서의 준급 운전을 고려한 다이어가 되어, 다시 호리타 역에서 특급을 대피하게 되었기 때문에, 이전보다 진구 앞 역 - 신키요스 역의 도착 시각이 8분 정도 늦어졌다.
평일 아침에는, 이누야마 선으로부터 도요하시 행이나 도요카와이나리 행도 운행되고 있다. 또, 아침 러쉬나 심야에는 도요하시 역이나 도요카와 선에는 노선 연장하지 않는 이나 발착이나 고쿠부 발착이나 히가시오카자기 발착의 급행도 운전되고 있다.
과거(1994년 - 2000년 3월)에는 평일, 휴일 모두, 저녁에 도요하시 역 - 신카니 역 · 미타케 역, 도코나메 역 - 신기후 역(당시)의 급행이 설정되어 있었다. 또, 아침이나 저녁 이후에, 야하기바시 역에 특별 정차하고 있던 적도 있다(2003년까지). 도요하시 · 도요카와이나리 발착의 계통은 예부터 어딘가의 역(주로 젠고 역 · 사코 역 · 오사토 역 · 가노 역)에 특별 정차하는 것이 많았다. 2008년 12월의 다이어 개정 이후, 특별 정차는 거의 행해지지 않았지만, 2011년 3월 다이어 개정에서는, 후술의 준급 삭감에 의해, 평일의 일중에 도요카와이나리 발착 계통으로 후타쓰이리 와 아리마쓰의 양 역에서 준급 삭감을 보충하는 특별 정차가 실시되었다.
평일은 8할 이상, 휴일은 9할 이상의 비율로 6량 편성으로 운전되지만, 대피역에서 증결 또는 해방하는 경우도 있다. 도요하시 발착의 열차는 특급의 간격 운용을 제외하고 120km/h로의 운전이 가능한 3R로 불리는 3100·3150·3300·3500·3700계가 사용되어(2008년 6월 29일의 다이어 개정 시점에서는 지금까지의 7000계나 5700계의 6량 편성(최고속도 110km/h)에 대신해 일부만 5000계로의 120km/h운전도 행해지고 있었지만 2008년 12월 27일의 다이어 개정으로 도요하시역에 5000계는 입선 하지 않게 되어, 이 계통은 대부분이 3R로 운전되게 되었다). 아침과 저녁에 한정해 일부의 열차로 8량 운행도 있다(도요카와이나리 행이 8량으로 운전되는 경우는, 고쿠부역에서 뒤 4량을 떼어낸다. 이전에는 존재하고 있었지만, 현재 그러한 열차는 없다). 이른 아침과 심야는 평일, 휴일이나 4량으로 운전된다. 이전에는 이러한 계통은 주로 7000·5700·5500계 등의 SR차로 운전되고 있었다. 토요일 · 휴일의 도요카와이나리 발은 3R와 6000·6500·6800계(도요카와선·비사이선 단독 차량을 포함한다)의 6R의 6량 편성이 대부분으로 운전되고 있다. 아침은 특급으로 이송, 심야는 특급으로부터의 즉시 때문에, 1200계나 2200계로의 운전도 행해지고 있다(다만 특별차는 마감해). 일찍이 주류인 2문 SR차(현재는 소수파인 5700계 · 5300계만)에 의한 본선 급행은, 2010년 시점에서는 이른 아침의 고쿠부 발 기후 행, 심야의 기후 발 이나 행 등 몇 개 정도 남아 있었지만, 2011년 3월 다이어 개정으로 대부분 소멸해, 본선 상에서 볼 수 있는 급행 운용은 이른 아침의 메이테쓰 이치노미야 발 주부 국제공항 행 쾌속 급행, 심야에 메이테쓰 기후 발착의 극히 일부의 열차와 후술 하는 니시오 선 - 쓰시마 선계통 일부 열차의 본선주행 구간만 되었다.
쾌속 급행은 아침의 몇 개(진구 앞 행과 상 도코나메 · 공항 선에 직통하는 일부의 열차를 제외하고 나고야 역에서 급행 등에 종별 변경한다)를 달리고 있다. 또 아침과 심야에는, 극히는 조금 도요하시 역이나 이나 역을 발착하는 준급도 존재하지만, 평일 아침의 이나행 1개를 제외해 히가시오카자키 역 - 도요하시 역간은 급행으로 종별 변경해 운행하고 있다. 현재는 도요하시 역을 발착하는 쾌속 급행이나 준급은 설정되어 있지 않다. 덧붙여 도요하시 역을 23시 대에 발차하는 2개의 급행(나고야 행(히가시오카자키 역으로부터 준급)과 나루미 행)은 함께 동역 정차의 도카이도 신칸센 하행선 「히카리」의 접속을 취하는 시각 설정이다. 2개 모두 특급의 즉시로, 나고야 행이 1000 - 1200계, 나루미 행이 2200계 등의 모두 8량편성(특별차마감)을 사용한다.

#### 니시오 선 - 쓰시마 · 오니시 선 직통 계통
키라요시다 역 - (급행) - 하행선은 진구 앞 역, 상행선은 나고야 역 - (준급) - 스카구치 역 - (쓰시마 선 내는 키라요시다 행만 준급, 사야 행은 보통) - 사야 역간에 2개 운행하고 있어, 스카구치 역 - 메이테쓰 기후 역 구간은 일중 준급의 설정이 없다. 원칙으로서 상 · 하행선과도 도요아케 역에 특별 정차한다. 일부 열차는 니시오 선 내에서 준급이 된다(신안조 역까지는 정차역은 같고, 니시오 선에 들어가고 나서 미나미사쿠라이 역에도 정차). 밤의 상행선 2대는 니시오 선에 들어가지 않고 신안조 역(토요일 · 휴일의 1개는 도요아케 역) 정지가 된다(22시 대에 신안조 역에 도착하는 열차만 종점에서 니시오 선의 보통 키라요시다 행에 접속). 평일의 일중은 후술의 준급이 운전되지 않기 때문에, 본계통은 진구 앞 역 이서는 보통 열차가 되어(오름은 메이테쓰 나고야 역에서 종별 변경), 야토미 역까지 직통하고 있다.
1998년까지는 가마고리역까지 직통하고 있어(만년은 니시오 역 외곽 보통 열차), 현재는 그 자취로 종점의 키라요시다 역에서 가마고리 선방면 발착의 보통 단독 열차에 접속한다. 또, 2003년 3월 다이어 개정으로 젠고 역이 표준 정차역에 참가한다(1990년대 초기에 젠고 역에 특별 정차하고 있던 적도 있다). 이 이전의 다이어에서는 야간의 일부는 아리마쓰 역에도 특별 정차하고 있었다(니시오 행만. 사야 행은 통과). 요비쓰기 역 · 사쿠라 역 · 모토가사데라 역 · 모토호시자키 역 · 사쿄야마 역 · 아리마쓰 역 · 주쿄 경마장 앞 역의 이용자를 고려하고, 예부터 상·하행선 모두 나루미 역에서 보통으로 접속해(상행은 2003년 3월 개정시에도 일부가 젠고 역에서 다른 보통에 접속하고 있던), 한층 더 지류 역에서 오카자키 · 도요하시 방면의 특급으로부터 갈아 탈 수 있어 지류 역에서 오카자키 · 도요하시 방면의 특급에 갈아 탈 수 있다. 현재의 다이어에서는 도요아케역에서도 보통으로 접속한다.
주로 3000계열, 6000계 계열에 의해서 운행되고 있다. 3000계열은 2008년 6월 29일부터 입선 해, 12월 27일부터 극히 불과하지만 1380계나 5000계나 입선 하고 있다. 신안조 역 2번선의 플랫폼 유효장의 관계로부터 전 열차 4량 편성이 되고 있어 상 · 하행선 모두 기본적으로 신안조 역으로부터 스카구치 역까지 쾌속 특급을 대피하지 않는(다만 평일의 낮은 후타쓰이리 역에서 쾌속 특급을 대피한다)것으로, 신안조 역 - 나고야 역간에서는 혼잡하는 것이 많다. 1992년까지는 니시오 선 내는 보통 열차로, 1999년까지는 하행선의 일부는 호리타 역에서 특급(현재의 쾌속 특급에 해당되는 계통으로, 당시는 지류 역도 통과하고 있었다)을 대피하고 있거나 가나야마 행이나 스카구치, 쓰시마 행 등에 되어 있던 적도 있었다. 2008년 6월의 다이어 개정 이전에 다수 존재한 니시오 행도 야간에 1대만 존재한다. 휴일의 밤에는 일부의 열차가 야토미 발착이 되고 있다. 2005년까지 이 계통은 6000·6500계 또는 5300·5700계로 운전되고 있었다. 평일 아침에는, 이누야마 경유 기후 발 보통 기라요시다 행(기후 역 - 나고야 역 구간과 나루미 역 - 신안조 역 구간은 급행으로 신안조 역으로부터 준급. 도요아케 역과 기타안조 역에도 정차)와 이누야마 경유 기후 발 급행 기라요시다 행(신우누마 역까지와 신안조 역으로부터 보통)이 각 1대(열차 종별은 메이테쓰 나고야 역을 발차 시점)운행되고 있다.

#### 나고야 본선 - 쓰시마 · 니시오 직통 계통
도요아케 역 - (준급) - 하행선은 진구 앞 역, 상행선은 나고야 역 - (보통) - 사야 역 구간에 2대 운행하고 있어, 히가시오카자키 역 - 도요아케 역 구간은, 러시아워와 심야를 제외하고 준급의 설정은 없다.
일찍이 이 계통은 미카와 선의 사나게 역 · 헤키난 역 방면의 직통열차였다(미카와 선내는 보통으로 종별 변경해 각 역에 정차). 미카와 선에 직통하고 있었을 무렵은, 미카와 선 내의 가리야역 - 나고야 역간에서 경합하는 JR도카이 도카이도 본선에의 대항책으로서 특급 증결용의 1800계나 7700계등의 SR차에 의한 운행이 주체로, 헤키난 역 - 나고야 역 구간에서 선착 하는 다이어가 짜여지고 있었던 시기도 있다.
이 계통은 옛부터 후타쓰이리 역 · 사코 역 · 아리마쓰 역에 특별 정차하고 있어, 2003년부터 표준 정차역에 젠고 역, 특별 정차역에 주쿄 경마장 앞 역이 추가되어 2005년 1월의 다이어 개정시부터 준급이라고 개칭되어 현재의 정차역이 되고 있다. 2005년 1월 다이어 개정 이전에는 젠고 역이나 도요아케 역 등의 이용자를 고려하고, 나루미 역에서 보통 히가시오카자키 행에 접속하고 있었지만, 현재 나루미 역에서 보통에는 접속하지 않는다. 그 대신 젠고 역에서 보통 히가시오카자키 행에 접속하고 있다.
하행선은 니시비와지마 역(바로 뒤에 기후 행의 뮤 스카이가 운전되는 열차) 또는 후타쓰이리 역(그 이외의 열차)에서 특급을 대피하지만, 상행선은 종점의 도요아케 역까지 대피하지 않는다(다만 스카구치 역에서 급행과 특급을 대피한 후발차). 이 때문에 이 열차도 젠고 - 나고야 구간에서 혼잡하는 것이 많다. 2005년 1월 다이어 개정으로부터 2006년 4월 다이어 개정의 무렵은 상행선은 거의 지류 행에서 지류 도착 후 젠고 역까지 회송되고 있었다. 그 때문에, 요즘은 도요아케 역으로부터 준급은 상행선 밖에 이용하지 못하고, 하행선은 매시 4개의 보통 밖에 이용할 수 없었다. 2006년 4월 다이어 개정으로부터 2008년 12월 다이어 개정의 무렵은 히가시오카자키 역까지 직통하고 있어(한층 더 열차 번호를 바꾸어 이나 역까지), 젠고 역 이동은 보통 열차가 되어 있었다. 2003년 다이어 개정 이전에는 지류 역에서 특급이 발차한 후에 발차하고 있어, 이치노미야 방면이라고 알 수 있는 스카구치 역까지 대피하지 않았다. 낮을 중심으로 일부의 열차가 나루미 역에서 되풀이하고 있었던 시기도 있다. 니시비와지마 역의 플랫폼 유효장의 관계로부터, 주로 3500계, 5000계, 6000계등의 4량으로 운전되고 있다. 토요일 · 휴일만 5700·5300계의 운용이 있다.
2011년 3월 다이어 개정에서는, 평일 하루의 준급 운행이 삭감되었다. 이 시간대는 대신에 전술의 도요카와이나리 발착의 급행이 아리마쓰와 후타쓰이리에 특별 정차해, 니시오 선 직통의 급행이 진구 앞 역(상행선은 메이테쓰 나고야 역) 이서에서 보통으로 종별 변경하고 있다.

#### 다케하나 · 하시마 선 직통 계통
이른 아침(다만 토요일 · 휴일의 기후 행은 없다)과 평일의 저녁을 중심으로 신하시마 역 - (보통) - 가사마쓰 역 - (급행) - 기후 역 구간에 2개 운행하고 있다. 이전에는 다케하나 선에서도 급행 운전하는 열차도 존재하고 있었다. 2량 또는 4량으로 운행. 1800계나 특급의 간격 운용으로서 사용된다. 본선 · 도요카와 선 급행과 같이 가사마쓰 역 - 기후 역 구간은 전 열차 논스톱으로, 기난역 · 차조 역 · 가노 역에는 1대나 특별 정차하지 않는다. 이른 아침이나 심야에는 급행 외, 기후 역에서 다케하나 선으로 직통하는 보통 열차도 몇 대가 운행된다. 이른 아침이나 심야에는 급행 외, 기후 역에서 다케하나 선으로 직통하는 보통 열차도 몇 개 운전된다.

#### 쾌속 급행 · 급행 · 준 급행의 운행 대수
이상을 정리하면, 낮시간 대에 나고야 본선 내에서 급행, 준급은 이하의 개수가 운행되고 있다(2011년 3월 26일 개정시. 이 기사에 기재되지 않은 이누야마 선, 도코나메 선 직통열차를 포함한다).
- 도요하시 역 - 고쿠부 역 구간: 급행 2대
- 고쿠부 역 - 신안조 역 구간: 급행 4대 (토요일 · 휴일의 아침과 평일 · 토요일, 휴일의 저녁 이후의 고쿠부 - 히가시오카자키 구간은 급행 2대와 준 급행 2개).
- 신안조 역 - 도요아케 역 구간: 급행 6대
- 도요아케 역 - 진구 앞 역 구간: 급행 6대, 준 급행 2대 (준 급행이 운전되지 않는 시간대는 급행 6대)
- 진구 앞 역 - 나고야 역 구간: 하행선에는 급행 6대, 준 급행 4대, 상행선에는 급행 8대, 준 급행 4대 (준 급행이 운전되지 않는 시간대에는, 하행선에서는 급행 6대, 준 급행 2대, 상행선에서는 급행 8대, 준 급행 2대).
- 나고야 역 - 비와지마 분기 구간: 급행 6대, 준 급행 4대 (준 급행이 운전되지 않는 시간대는, 급행 6대, 준 급행 2대).
- 비와지마 분기 - 스카구치 구간: 급행 4대, 준 급행 2대 (준 급행이 운전되지 않는 시간대는, 급행 4대).
- 스카구치 역 - 이치노미야 역 구간: 급행 4대
- 이치노미야 역 - 가사마쓰 역 구간: 급행 2대
- 가사마쓰 역 - 기후 역 구간: 급행 2대 (평일 저녁 이후는 급행 4대).

### 보통
전 열차가 각 역에 정차한다. 2량 · 4량이 많지만, 러시아워 등에는 6량이나 8량(후자는 평일 상행선 1개만)으로의 운행도 볼 수 있다. 6량 이상의 경우, 홈이 4량분 밖에 없는 역에서는 도어 컷을 한다. 대부분의 대피 가능한 역에서 우등 열차에 앞질러지기 위해, 주요 역간을 보통으로 승차하면 꽤 시간이 걸린다(아침 러쉬시 등은 추월해지지 않은 것도 있다). 그러나, 비교적으로 역 구간이 긴 신안조 역 이동에서는, 대피 시간을 제외한 정 속도는 약 51km/h로, 통칭 「다라」라고 불릴 만큼 극단적으로 늦은 것은 아니다.

#### 이나 역 - 히가시오카자키 역 구간
이나 역 - 히가시오카자키 역 구간에서는 2대 운행하고 있다. 대부분의 열차가 히가시오카자키 역에서 이와쿠라 행 등에 행선지를 변경해 나고야 방면에 직통한다. 구간 열차로서 히가시오카자키 방면에서의 모토주쿠 정지(이전에는 미아이 정지도 있었다)가 매우 적게 존재하는 것 외에 평일 아침 1개만 도요카와 선의 직통열차도 있다. 또, 최종 열차는 고쿠부 정지이다. 이 구간에 있어서의 보통으로 정차하는 역의 이용자는 적지만, 러시아워의 경우 나고야 방면의 이송을 겸해 3 · 4대 운행되고 있다.
하루는 하행선이 고쿠부 역에서 특급, 모토주쿠 역에서 도요하시 발의 급행에, 상행선이 미아이 역에서 도요하시 행 급행, 고쿠부 역에서 특급에 각각 앞질러진다. 하행선은 최근, 모토주쿠 역에서 도요카와이나리 발의 급행(준 급행)도 대피하게 되어 소요 시간이 늘어나고 있었지만, 2011년 3월 26일 개정 후는 휴일 하루만 히가시오카자키 역까지 먼저 운행한다. 도요하시 역을 발착하는 열차의 설정이 없기 위해(때문에) 이나 역에서 도요하시 발착의 급행에 접속한다(다만 곧바로 접속할 수 있는 열차는 적고, 15분 전후 기다리는 것이 많다).
평일 아침에, 고쿠부 역에서 준급으로 바뀌는 이나 발 보통 이누야마 행이 1대 운전되고 있다.

#### 히가시오카자키 역 - 스카구치 역 구간
이누야마 선에 직통하는 히가시오카자키 역 - 이와쿠라 역 · 이누야마 역 구간에 각 2대씩 운행하고 있다. 주로 3문 통근차에 의한 2 - 6량으로 운전되는(일부 열차는 신안조 역, 도요아케 역, 나루미 역 등에서 증 · 해결을 하는 일이 있다)가, 특급 연결용인 1800계의 운용도 몇 대 있다. 또, SR차로의 운행도 많다. 시간대에 따라서는 이와쿠라 발착의 열차가 이누야마 발착이 된다(상기 평일의 저녁 러쉬시 등). 늦은 밤이면 반 정도(주로 이누야마 발착의 열차)는 도요아케 발착이 되어, 히가시오카자키 역 - 도요아케 역 구간은 2대가 된다. 평일아침 러쉬아워 때는 상행선의 개수가 하루보다 적게 되는 역(히가시오카자키 역 - 도요아케 역 구간등)도 있어, 주의를 필요로 한다. 아침 러쉬아워 때나 야간에는 이나역 · 모토주쿠 역 · 기후 역(나고야 본선경유, 이누야마 역 경유 양방향) · 가나야마 역 · 나루미 역 · 지류 역 · 신안조 역 등의 낮에 운행되지 않는 발착역의 보통 열차도 존재한다. 2008년 12월의 다이어 개정보다, 평일만 입고를 겸한 운용인 히가시오카자키 발 도요아케 행도 야간에 1개만(21:24 출발, 21:56 도착. 나고야 방면 직통열차와 같게 신안조 역에서 급행과 특급을 대피) 설정되었다(2011년 3월의 다이어 개정 시점에서는 더욱 증발되어 저녁과 야간에 합계 5개 설정되어 있다). 덧붙여 히가시오카자키 역에서는 이와쿠라 발착의 열차는 그대로 나고야 방면에는 되풀이하지 않고, 열차 번호와 행선지를 바꾸어 이나 역까지(상기의 열차) 연장 운전된다.
히가시오카자키 역 - 진구 앞 역 구간에서는 하루는 각각 이하의 역에서 우등 열차에 앞질러진다(괄호내는 추월해지는 우등 종별의 차례).
- 히가시오카자키 발 이누야마 행: 신안조 (도요카와 특급 · 급행), 도요아케 (니시오 급행 · 본선 급행 · 쾌속 특급 · 준 급행(시점)), 나루미 (도요카와 급행 · 특급)
- 히가시오카자키 발 이와쿠라 행: 신안조 (본선 급행 · 쾌속 특급), 젠고 (도요카와 급행 · 특급), 나루미 (니시오 급행), 모토카사데라 (쾌속 특급 · 본선 급행).
- 이와쿠라 발 히가시오카자키 행: 모토카사데라 (도요카와 급행 · 특급), 젠고 (준 급행 · 쾌속 특급 · 본선 급행), 도요아케 (니시오 급행), 신안조 (특급 · 도요카와 급행).
- 이누야마 발 히가시오카자키 행: 모토카사데라 (본선 급행 · 쾌속 특급), 나루미 (니시오 급행), 젠고 (특급 · 도요카와 급행), 신안조 (쾌속 특급 · 본선 급행).

진구 앞 역 - 가나야마 역 구간은 도코나메 선에 직통하는 열차(가나야마 역 - 우쓰미 역 · 지타한다 역 · 도코나메 역 · 주부 국제공항 역)도 운행되고 있기 때문에, 하행선 10대, 상행선 8대가 되어 있다. 2005년 1월의 다이어 개정까지의 도코나메 선 직통열차의 운행 계통은 상행선은 기후 방면에서 지타한다 방면의 운행으로, 내리막은 도코나메 방면에서 쓰시마 선(주로 사야행)방면이었다.
비와지마 분기점 - 스카구치 역 구간은 나고야시 근교에도 불구하고 보통 열차의 운행 댓수가 적다. 이 구간은 전술의 도요아케 역 - 사야 역 구간의 준급행(평일 하루는 기라요시다 역 - 야토미 역 구간의 급행)이 보통 열차로 종별 변경해 달리고 있을 뿐이며, 하루에 도요하시 방면에서 보통 직통하는 열차나 기후 방면 또는 도코나메 선으로부터 직통하는 열차는 설정되어 있지 않다. 또 산노 역에서는 상 · 하행선에서 정차하는 개수가 다르다(하행선 6대, 상행행선 4대).

#### 스카구치 역 - 기후 역 구간
스카구치 역 - 기후 역 구간에서는 4대 운행하고 있다. 이 구간에서는 상행선 신키소가와 역에서는 급행과 특급 또는 쾌속 특급에, 이치노미야 역 에서는 동역 시발의 급행 도요카와이나리 행에, 고노미야 역에서는 특급 또는 쾌속 특급에, 신키요스 역 에서는 급행(반수만)에 앞질러진다. 내리막은 신키요스 역에서 급행(반수만), 고노미야 역에서 특급, 신키소가와 역에서 특급에 각각 앞질러진다. 이 밖에 일부의 열차는 기난역에서도 우등 열차의 통과 대기를 하고 있다. 보통 열차는 기본적으로 구간내 왕복 운전이지만, 아침 러쉬아워 등은 나고야 방면으로 직통한다. 구간 열차로서 이치노미야 역 - 기후 역 구간만의 열차가 그저 조금 설정되어 있다.
기후 발착의 보통 반수는 2005년까지 상행선으로 지타한다 역까지(한층 더 열차 번호를 바꾸어 고와 역 또는 우쓰미 역까지) 길게 운용하고 있었다. 2000년부터 2001년에는 반수가 신키소가와 역 이북에서 급행으로 종별 변경하고 있었다(대신에 다케하나 선 직통열차가 보통 기후 역까지 직통하고 있었다). 또, 야간에는 기후 발 도코나메 행(토요일 · 휴일은 오타가와 행)이 1대 설정되어 있다.
이 구간은 보통 열차만 정차하는 역에서는 이용자가 그만큼 많지 않지만, 특급의 간격 운행의 1800·1850계에 의한 2량 또는 4량으로의 운행이 다른 구간에 비해 약간 많아지고 있다. 2200계가 운전을 개시한 2005년 이후는 3100·3150계에 의한 2량 단독 운행도 많다.

#### 보통 열차의 운행 대수
이상을 정리하면, 낮시간 대에 나고야 본선 내에서는 보통 열차 이하의 댓수가 운행되고 있다.
- 이나 역 - 히가시오카자키 역 구간: 매시 2대
- 히가시오카자키 역 - 진구 앞 역 구간: 매시 4대
- 진구 앞 역 - 가나야마 역 구간: 하행선은 매시 10대, 상행선은 매시 8대
- 가나야마 역 - 나고야 역 구간: 하행선은 매시 6대, 상행선은 매시 4대
- 나고야 역 - 히가시비와지마 역 구간: 매시 6대
- 히가시비와지마 역 - 스카구치 역 구간: 매시 2대
  - 시각표 상으로는 가나야마 역 - 스카구치 역 구간의 보통 열차가 나고야 본선의 보통 열차로서 다루어지지 않고, 쓰시마 선 혹은 이누야마 선의 보통 열차로서 다루어지는 일이 있다(대부분이 고노미야 · 이치노미야 방면으로 가지 않기 때문에).
- 스카구치 역 - 기후 역: 매시 4대

### 최고속도
역사를 토대로, 나고야 본선에서는 성립시부터 도카이도 본선이라고 하는 경합선이 존재해, 우등 열차 주체의 도시 간 연락 다이어를 구성하기 위해(때문에), 전통적으로 고속 운전을 해 왔다.
전후로는 인가 속도 95km/h로부터 시작되어, 1953년에 100km/h, 1959년에는 105km/h, 1961년부터는 특급으로 110km/h운전이 인가되었다. 1990년 이후는 선형이 양호한 일부 구간에서 120km/h(증압브레이크 · ABS 장비 차량만)가 되어, 궤간이 1067mm인 재래 사철의 노선으로서는 고속의 부류에 들어간다. 또한 120km/h운전 개시에 있어서는, 차량 이외의 면에서도 아래와 같은 개량, 준비를 하고 있다.
우등 열차(도요하시 발착의 급행을 포함한다)의 최고속도120 km/h운전은, 이나역 - 메이덴 나가사와 역(상행선은 실질적으로 메이덴 아카사카 이동), 야하기바시 역 - 지류 역(실질은 우시다 이동), 신키요스 역 - 기소가와즈쓰미 역(묘코지 - 메이테쓰 이치노미 야만 실질 115km/h)의 각 구간으로, 대응 차종에 의해 실시되고 있다. 또한 도요하시 발착의 급행에 대해서는, 다이어는 7000계의 주행 성능을 기준으로 하는 최고속도 110km/h로 짜여지고 있다. 한편, 모든 보통 열차(역간 거리가 대개 2.5km 이상으로 속도 제한의 느슨한 곳만)와 지선(도요카와선 포함한다) 직통의 급행은, 6000계에 맞추어 최고속도 100km/h의 다이어가 되고 있다. 준급에 대해서는, 이른 아침·심야의 운행 거리가 긴 열차는 「도요하시 발착의 급행」에, 그 외 대부분의 구간 열차는 「지선 직통 급행」이나 보통으로 준하고 있다.
- 쾌속 급행, 급행, 준급에 대해서는, 사용 차량(·편성)의 최고속도가 상기 다이어 작성상의 최고속도보다 높은 경우, 특히 복구 운전등에서 차량의 최고속도에서 주행하는 것이 많다. 이것은 이누야마선이나 도코나메 선 · 공항선 에서도 같이이다(다만, 양선에서는 110km/h까지. 도코나메 선 · 공항선은 특급 이상이 120km/h). 이전에는 반대로 차량(6000계)의 최고속도가 낮다고 하는 케이스가 있었지만, 현재는 해소하고 있다.

- 1990년, 최초로 120km/h 운전이 개시된 것은, 선행적으로 60kg 레일의 부설이 완료하고 있던 고 역 - 메이덴 나가사와 역간과 신이치노미야 역(현재의 메이테쓰 이치노미야 역) - 신키소가와 역 구간에서 만났다. 이래, 서서히 120km/h구간을 확대해 온 것이지만, 그 중에는 현재도 50kgN 레일 구간이 있다(특히 하행선에 많다). 50 kgN 레일 구간에 대해서는 당초 110km/h에 두고 있던 것을 115km/h, 그리고 120km/h로 단계적으로 끌어올리고 있다. 또한 타사에 비해 지각하고 있던 PC침목화도, 1990년 경에는 본선의 거의 전구간에서 완공했다.

- 정차역 구간에서 본 최고 평균 속도는, 하행선 쾌속 특급의 히가시오카자키 역 - 지류 역 구간에서 94.8km/h를 기록한다(13.3km를 8분 25초에 주파한다).그 다음에 특급의 고 역 - 히가시오카자키 역 구간이 94.4km/h, 이하 쾌속 특급의 도요하시 역 - 히가시오카자키 역 구간이 90.5km/h, 특급의 히가시오카자키 역 - 신안조 역 구간이 90.0km/h와 선형이 양호하고 정차역간이 긴 동부 방면의 속도가 두드러진다.

- 특히 스피드업 · 소요 시분 단축에 적극적인 1990년대는, 풀 넛치로 구간 최고속도까지 가속한 후, 병렬전계 자석 넛치(VVVF차는 5 넛치 있을 때의 3 - 4 넛치)에 다시 넣어 최고속도를 유지한다고 하는, 현재 차량에서는 실제로 탑재되어 있지 않은 정속도 제어 기능에 접근하는 운전 조작이 표준이었다. 운전 시분에 여유가 나온 근년이라도, 도코나메 선내에 있어서의 뮤 스카이나, 운전 상황 혹은 운전기사에 따라서는 본선에 대하고 현재도 행해지고 있다.

- 120km/h화 구간 이외에도 2006년에 고가화 된 나루미 역 부근 등, 전반적으로 선형 개량, 궤도 강화등에 의해서 구간 최고속도, 카프나 포인트의 통과 제한 속도가 끌어 올려진 곳은 많다. 분기기(포인트)의 직선측 통과 속도는 한 때의 95 - 100 km/h(극히 일부의 역에는 노즈 가동식을 설치해 제한 없음)로부터, 탄성 포인트의 도입에 의해서 대부분이 속도 제한 없음이 되고 있다.또, 이전에 비해 중계 신호기나 감속 신호가 현시 가능한 신호기가 증가했던 것도 눈에 띄는 점이다. 덧붙여서 주의 신호의 제한 속도는 65 km/h, 감속 신호는 85 km/h로, 메이테쓰의 본선계 노선에 대하고는 주의·감속 모두 제한 속도가 JR 도카이보다 10 - 20 km/h 높다(본선에서도 도요하시 역 - 히라이 신호장 구간은 도카이 여객철도의 규칙에 따르므로 예외. 또, 장내 신호기로부터 분기기까지의 거리가 짧은 경우의 분기 측에 관계해서는, 같은 주의 신호에서도 ATS 대조 조사에 의해 제한 45 - 50 km/h가 되고 있다).

- 각 선으로부터의 열차가 집중하는 진구 앞 역 - 비와지마 분기점 구간은 평행 다이어가 되기 위해, 역간 마다의 최고속도는 대개 열차 종별로 관련되지 않고 같은가, 차이가 있어도 최대 10km/h정도이다(진구 앞 역 - 가나야마 역 95km/h, 나고야 역 - 사코 역 75km/h 등은 모든 열차 종별로 같다. 나고야 역→산노 역만은 준급 이상 100km/h · 보통85 km/h).

- 우등 열차의 표준 속도에 관해서는, 최고속도 110km/h의 시대로는 정속도 제어 기능을 갖춘 7500계에 의해 1969년에 도요하시 역 - 신기후 역 구간을 76분 운전, 또 120km/h가 되고 나서는 편성 출력이 높은 1000·1200계등에 의해 1997년에 동구간 71분 운전을 실현해 피크를 맞이했지만, 모두 그 다음은 정차역이나 정차 시분 · 여유 시분을 늘린 것에 의해, 서서히 늦어지는(소요 시간이 늘어난다) 경향에 있다. 2008년 12월의 다이어 개정에 의해 일중 이후의 쾌속 특급 · 특급이 가사마쓰 역과 신키소가와 역에 정차하게 되고 나서는, 나고야 역 - 도요하시 역 구간은 정차역을 최소한으로 억제해 도카이 여객철도와의 스피드 경쟁으로 격전을 벌여, 기후 역 - 나고야 역 구간은 속달성을 도카이 여객철도에 양보해 지역 간 수송에 중점을 둔다고 하는 동서간에서 대조적인 도식이 현저하게 나와 있다.

## 역사
도요하시 역 - 메이테쓰 나고야 역 구간은 아이치 전기 철도에 의해 도시 간을 거의 일직선에 묶는 고속 철도로서 건설되어 메이테쓰 나고야 역 - 메이테쓰 기후 역 구간은 나고야 철도가 합병한 회사의 노선이 연결되어 성립했다.

### 메이기 선
현재의 비와지마 분기점 - 마루노우치 역 구간은 나고야 전기 철도, 마루노우치 역 - 고노미야 역 구간은 나고야철도(초대), 고노미야 역 - 메이테쓰 이치노미야 역 구간은 비사이 철도, 메이테쓰 이치노미야 역 - 가사마쓰 역 구간은 메이기 철도, 가사마쓰 역 - 메이테쓰 기후 역 구간은 미노 전기 궤도에 의해 개업했다.
최초의 개통 구간은 비와지마바시 역(현재의 비와지마 분기점) - 스카구치 역 구간에서, 1914년에 개통했다. 메이기 선으로 마지막에 개통한 것은 신이치노미야 역(현재의 메이테쓰 이치노미야 역) - 신가사마쓰 역(현재의 가사마쓰 역) 구간에서, 1928년의 일이다. 지금까지의 메이기 간의 연락은 기소가와 선(비사이 선 신이치노미야 역 - 다마노이 방면의 구명칭)의 기소가와 바시역(폐지：다마노이 역의 북쪽에 있었다)과 가사마쓰 선의 가사마쓰 역(현재의 니시카사마쓰역)의 사이를 기소가와를 개입시켜 행해지고 있었지만, 메이기 선 전 노선 개통에 의해, 당시의 나고야 측의 터미널에서 지금의 나고야 역의 북동에 있던 오시키리초 역에서 신기후 역(현재의 메이테쓰 기후 역)까지 직통의 특급이 운전되었다.
- 1914년
  - 1월 23일: 나고야 전기 철도가 쓰시마 선으로서 비와지마바시 역 - 스카구치 역 - 신쓰시마 역(현재의 쓰시마 역) 구간을 개통.
  - 6월 2일: 미노 전기 궤도가 가사마쓰 선으로서 가사마쓰 역(후의 가사마쓰구치 역) - 히로에 역(후에 폐지) 구간을 개통.
  - 9월 22일: 나고야 전기 철도가 기요스 선으로서 스카구치 역 - 마루노우치 역 - 기요스 역(후의 키요스초 역) 구간을 개통.
  - 12월 26일: 미노 전기 궤도 가사마쓰 선 히로에 역 - 신기후 역 구간 개통.
- 1921년 7월 1일: 나고야 전기 철도가 쓰시마 선 · 기요스 선 등을 나고야 철도에 양도.
- 1924년 2월 15일: 비사이 철도가 나카무라 선으로서 고노미야 역 - 신이치노미야 역 구간을 개통.
- 1925년 8월 1일: 나고야 철도가 비사이 철도의 노선을 양도해 고노미야 역 - 신이치노미야 역 구간을 고노미야 지선으로 한다.
- 1928년
  - 1월 24일: 야마토 역(현재의 시마우지나가 역) 개업. 시마 역 · 우지나가 역 폐지.
  - 2월 3일: 니시키요스 역 (현재의 신키요스 역) - 고노미야 역 구간 개통. 고노미야 역 - 신이치노미야 역 구간이 복선화. 고노미야 지선을 메이기 선으로 개칭.
  - 4월 10일: 마루노우치 역 - 니시키요스 역 구간 개통. 스카구치 역 - 마루노우치 역 구간 복선화. 스카구치 역 - 신이치노미야 역 구간을 메이기 선, 마루노우치 역 - 기요스 역 구간을 기요스 선으로 한다.
- 1930년
  - 이 해까지 묘코지 역 - 신이치노미야 역 구간의 하나이케 역 폐지.
  - 8월 20일: 나고야 철도가 미노 전기 궤도를 인수 · 합병.
  - 9월 1일: 야마토 역을 시마우지나가 역으로 개칭.
  - 9월 5일: 나고야 철도가 메이기 철도로 사명 변경.
- 1935년
  - 4월 29일: 신이치노미야 역 - 신카사마쓰 역 구간 개통. 신카사마쓰 역 개업. 신카사마쓰 역 - 히로에 역 구간 복선화. 메이기 선을 스카구치 역 - 신기후 역 구간으로 한다. 오시키리초 역 - 신기후역 구간 전선 전면 개통.
  - 8월 1일: 메이기 철도가 아이치 전기 철도를 인수 · 합병, 나고야 철도로 사명 재변경.
- 1936년
  - 5월: 신카사마쓰 역을 가사마쓰 역으로 개칭.
  - 9월 15일: 구로다 역 개업.
- 1939년 3월 1일: 기소가와즈쯔미 역 개업.
- 1941년
  - 2월 10일: 우마요세 역을 이와토 역으로 명칭 변경.
  - 8월 12일: 신 나고야 지하 터널을 준공, 신나고야 역 - 비와지마바시 역(현재의 비와지마 분기점) 구간 개통. 메이기 선을 신나고야 역 - 신기후 역으로 한다.
- 1942년
  - 2월 1일: 후타쓰이리 역 개업.
  - 4월 1일: 이 날까지 메이기 선 사카이가와 역(현재의 기난역) - 차조 역 구간의 시모카와테 역 폐지.
- 1943년 11월 2일: 오사도 역을 오사토 역으로 명칭 변경.
- 1944년: 니시비와지마 역 · 마시타구치 역 · 이와토 역 · 야쓰루기 역 · 아라타초 역(현재의 가노 역) 폐지.

### 도요하시 선
도요하시 측은 도코나메 선을 영업하고 있던 아이치 전기 철도에 의해 개업. 진구 앞 역을 기점으로 아리마쓰 선, 오카자키 선, 도요하시 선과 이름을 바꾸면서 도요하시에 향하여 1917년부터 1927년에 걸쳐 차례차례 연신되었다.
연선은 도카이도의 여인숙 마을로서 번창하고 있었지만, 관립 철도의 도카이도 선은 도요하시 역을 나오면, 도카이도로부터 제외되어 가마고리 역을 경유하는 해안가의 루트를 취했다. 이 때문에, 도카이도 선이 개통하면, 도카이도 가의 여인숙 마을은 단번에 쓸모없게 되어 버려, 철도의 힘을 생각해 알게 되게 되었다. 아이치 전기 철도가 동선을 개통함에 해당되어, 현지는 적극적으로 철도 유치에 움직였기 때문에, 토지 매수등이 잘 되어, 병행해 달리는 도카이도 선과는 달라 비교적 직진 하는 노선이 되어 있다.
- 1917년
  - 3월 7일: 아이치 전기 철도가 아리마쓰 선으로서 진구 앞 역 - 가사데라 역(현재의 모토카사데라 역) 구간 개통.
  - 5월 8일: 가사데라 역 - 아리마쓰우라 역 (현재의 아리마쓰 역) 구간 개통.
- 1923년
  - 이도타 역(후에 폐지) - 요비쓰기 역 구간의 미나미에도타 역 폐업.
  - 4월 1일: 오카자키 선 아리마쓰우라 역 - 신치류사카 역 구간 개통. 아리마쓰 선을 오카자키 선으로 명칭 변경.
  - 6월 1일: 신치류사카 역 - 니시오카자키 역(현재의 오카자키공원 역) 구간 개통. 신치류 역(후의 히가시치류 역)개업, 신치류사카역 폐업.
  - 8월 8일: 니시오카자키 역 - 히가시오카자키 역 구간 개통.
- 1924년
  - 4월 13일: 아리마쓰우라 역 - 야하기바시 역 구간 복선화.
  - 10월 26일: 나루미 역 - 아리마쓰우라 역 구간 복선화.
- 1925년 6월 15일: 오카자키 선의 가선 전압을 1500V로 상승.
- 1926년 4월 1일: 도요하시 선 히가시오카사키 역 - 고자카이 역 구간 복선화로 개통. 오카자키 선을 도요하시 선으로 명칭 변경. 도요카와 철도 도요카와 역까지 노선연장 개시.
- 1927년
  - 6월 1일: 도요하시 선 이나 신호장 (현재의 이나 역). 요시다 역 (현재의 도요하시 역)구간 개업. 진구 앞 역 - 요시다 역 구간 전선 전면 개통. 이나 신호장 - 고자카이 역 구간 고자카이 지선으로 한다.
  - 9월 1일: 이나 신호장을 역으로 승격함에 따라 이나 역 개업.
  - 12월 23일: 히가시카사데라 역 개업 계출.
  - 12월 28일: 히가시카사데라 역 - 나루미 역 구간 복선화.
- 1928년 4월 15일: 호리타 역 개업.
- 1930년
  - 4월 5일: 요비쓰기 역 - 가사데라 역 구간 복선화.
  - 7월 11일: 호리타 역 - 요비쓰기 역 구간 경로 변경 · 복선화.
  - 9월 20일: 진구 앞 역 - 도요하시 역 구간 초특급 '아사히'를 운행개시 (1938년 폐지).
- 1931년: 오케하자마 역 개업.
- 1932년 10월: 가사데라 역 - 히가시카사데라 역 구간 복선화.
- 1934년
  - 1월 14일: 오다부치 역 개업.
  - 12월 25일: 이 날까지 아리마쓰우라 역 - 젠고 역 구간의 오케하자마 역 폐업.
- 1935년 8월 1일: 메이기 철도가 아이치 전기 철도를 인수 · 합병. 나고야 철도로 사명 재변경. 아이덴 야마나카 역을 메이덴 야마나카 역, 아이덴 나가사와 역을 메이덴 나가사와 역, 아이덴 아카사카 역을 메이덴 아카사카 역으로 명칭 변경.
- 1936년: 니시오카자키 역을 오카자키공원 역으로 명칭 변경.
- 1941년 8월 1일: 도요하시 선 신치류 역과 미카와 선 지류 역을 (현재의 미카와치류 역)을 통합하여, 지류 역으로 명칭 변경.
- 1942년
  - 1월 31일: 진구 앞 역 - 호리타 역 구간 복선화.
  - 11월 15일: 사쿄야마 역 개업.
- 1943년
  - 6월 1일: 가사데라 역을 모토카사데라 역으로 명칭 변경. 국철 가사데라 역 개업에 의한다.
  - 8월 1일: 요시다 역을 도요하시 역으로 명칭 변경.
  - 11월 1일: 아리마쓰우라 역을 아리마쓰 역으로 명칭 변경.
- 1944년: 히가시카사데라 역 · 이도타 역 휴업.

### 나고야 본선 성립 시기
메이기 철도와 아이치 전기 철도가 합병해 나고야 철도가 발족한 후, 신 나고야 역(현재의 메이테쓰 나고야 역) - 비와지마바시 역 구간이 개업했다. 한층 더 진구 앞 역 - 신 나고야 역간의 동서 연락선이 1944년에 개업해 메이기 선과 도요하시 선이 연결되지만, 메이기 선은 600V 전화, 도요하시 선은 1500V 전화였기 때문에, 직통 운전을 하지 못하고 가나야마바시 역에서 환승이 필요했다. 메이기 선이 1500 V에 전압 상승되어 도요하시 역 - 신 기후역 구간이 나고야 본선이 되어, 직통 운전이 시작된 것은 전후의 1948년의 일이다. 현재도 사내에서는 「동서 직통선」이라고 불리고 있다. 1990년, 진구 앞 역 - 가나야마 역 구간이 이중 복선화되었다. 다만, 이 이중 복선은 1역간 2.2 km만으로, 진구 앞 역에서는 이중 복선간 상호의 전선도 불가능하게 되어 있어 열차의 운용을 봐도 사실상 도코나메 선을 가나야마 역까지 연신했다고 하는 성격이 강한 것을 안다. 이중 복선화는, 가나야마 종합 역 과 같게 용지가 이전부터 확보되고 있고, 동쪽으로 2선(현재의 상행선)을 붙이기 증설하는 형태로 행해졌다. 현재의 하행선 내선(도코나메 선 열차용)은 이중 복선화 마에노카미선을 전용한 것이다.
- 1944년
  - 9월 1일: 동서 연락선 진구 앞 역 - 신나고야 역 구간 개통.
  - 12월 21일: 도요하시 선을 가나야마 역 - 도요하시 역 구간에, 메이기 선을 가나야마 역 - 신기후 역 구간으로 변경.
- 1945년 7월 1일: 가나야마 역을 가나야마바시 역으로 명칭 변경.
- 1948년
  - 4월 18일: 메이기 선의 신기후 역을 이전하여 가카미가하라 선의 나가스초 역과 통합.
  - 5월 12일: 메이기 선의 가선 전압을 1500V로 상승.
  - 5월 16일: 니시키요스 역을 신키요스 역으로 명칭 변경. 도요하시 역 - 신기후 역을 나고야 본선으로 도요하시 역 - 신기후 역 구간 직통 운행 개시.
- 1949년
  - 3월 1일: 모토고유 역을 고유 역으로 명칭 변경.
  - 8월 1일: 휴업하고 있던 니시비와지마 역 영업 재개. 비와지마바시 역을 폐지하여, 비와지마 분기점으로서 니시비와지마역 구내 취급.
- 1952년 3월 1일: 이마카와 역을 후지마쓰 역으로 명칭 변경.
- 1953년 7월 15일: 주쿄 경마장 앞 역 개업.
- 1956년
  - 9월 1일: 아노 역을 도요아케 역으로 명칭 변경.
  - 9월 16일: 산노 역을 주니치 구장 앞 역으로 명칭 변경.
  - 9월 23일: 휴업하고 있던 이와토 역 영업 재개.
- 1957년 9월 13일: 히로에 역 - 신기후 역 구간을 신기후 역 일부 구내의 일부를 제외한 복선화, 급 곡선원화.
- 1958년
  - 1월 10일: 휴업하고 있던 아라타 역을 가노 역으로서 영업 재개.
  - 3월 16일: 쇼나이가와 교량이 대체, 히가시비와지마 역 - 니시비와지마 역의 급 곡선원화.
- 1959년 4월 1일: 지류 역을 둑 상에서 지평으로 이전 신설. 구) 지류역을 나고야 본선은 히가시치류 역(후에 폐지)에, 미카와선은 미카와치류 역 로 분리·개칭.
- 1961년 6월 12일: 파노라마 카 7000계 전철이 등장해, 특급 중 매시 1개에 투입된다. 고성능차로 운전되는 특급의 최고속도를 110km/h에 향상.
- 1967년 4월 15일: 휴업하고 있던 모토호시자키 역 - 모토카사데라 역 구간의 히가시치류 역 폐업.
- 1968년 1월 7일: 우시다 역 - 지류 역 구간의 히가시치류 역, 가노 역 - 신기후 역 구간의 히로에 역 폐업.
- 1969년
  - 2월 23일: 요비쓰기 역 - 호리타 역 - 진구 앞 역 구간 고가화방식에 의해 연속입체화 전환.
  - 4월 5일: 이토다 역 · 마시타구치 역 · 야쓰루기 역 폐업.
- 1970년 5월 1일: 이마무라 역을 신안조 역으로 명칭 변경.
- 1976년
  - 1월 1일: 주니치 구장 앞 역을 나고야 구장 앞 역으로 명칭 변경.
  - 신키요스 역에 상 · 하행 대피선 신설.
- 1980년 9월 20일: 사카이가와 역을 이설하여 기난역으로 명칭 변경.
- 1984년 8월: 진구 앞 역을 도코나메 선과의 노선별 배선으로부터 방향별 배선으로 변경.
- 1985년: 히가시오카자키 역에 상행선 대피선 신설.
- 1987년 11월: 후타쓰이리 역에 하행선 대피선 신설.
- 1988년 4월 1일: 스카구치 역을 쓰시마 선과의 노선별 배선으로부터 방향별 배선으로 변경.
- 1989년 7월 9일: 가나야마바시 역을 이설하여 가나야마 역으로 명칭 변경.
- 1990년
  - 4월 1일: 가나야마 역 - 진구 앞 역 구간 이중 복선화.
  - 10월 29일: 1000계로 운전되는 전차지정석 특급의 최고속도를 일부 구간에서 120km/h로 향상.
- 1992년 10월 24일: 메이덴 나가사와 역 - 모토주쿠 역 - 메이덴 야마나카 역 구간 고가화.
- 1993년
  - 2월 21일: 시마우지나가 역 - 신이치노미야 역 - 이마이세 역 구간 고가화.
  - 4월: 3500계의 취역에 의해, 같은 계열 사용의 급행에 대해서도 최고속도 120km/h운전을 개시.
- 2005년 1월 29일: 신나고야 역을 메이테쓰 나고야 역, 신이치노미야 역을 메이테쓰 이치노미야 역, 신기후 역을 메이테쓰 기후 역, 나고야 구장앞 역을 산노 역으로 개칭. 기소가와즈쯔미 역 - 가사마쓰 역 구간의 히가시카사마쓰 역 폐지.
- 2006년 11월 25일: 사쿄야마 역 - 나루미 역 - 모토호시자키 역 구간 고가화.
- 2007년 3월 14일: 전역에 트란파스 도입 완료(최종 도입역은 기소가와즈쯔미 역).

## 역 목록
| 역 번호 | 역명               | 일어 역명    | 역간 거리 | 영업 거리 | 준 급 | 급 행 | 쾌 속 급 행 | 특 급 | 쾌 속 특 급 | 뮤 스 카 이 | 접속 노선 | 소재지      | 소재지       | 소재지       |          |
| ------- | ------------------ | ------------ | --------- | --------- | ----- | ----- | ----------- | ----- | ----------- | ----------- | --- | ----------- | ------------ | ------------ | -------- |
| NH01    | 도요하시           | 豊橋         | -         | 0.0       |       | ●     |             | ●     | ●           |             | 도카이 여객철도 도카이도 신칸센 · ■ 도카이도 본선 · ■ 이다선 도요하시 철도 ■ 아쓰미 선 (신토요하시 역) · ■ 아즈마다 본선 에키마에 역 | 아 이 치 현 | 도요하시시   | 도요하시시   |          |
|         | 히라이 신호장      | 平井信号場   | -         | (3.8)     |       | ｜    |             | ｜    | ｜          |             | 도카이 여객철도 이다선과 사실상 분기점 | 아 이 치 현 | 도요카와시   | 도요카와시   |          |
| NH02    | 이나               | 伊奈         | 5.0       | 5.0       | ●     | ●     |             | ▲     | ▲           |             | | 아 이 치 현 | 도요카와시   | 도요카와시   |          |
| NH03    | 오다부치           | 小田渕       | 1.6       | 6.6       | ｜    | ｜    |             | ｜    | ｜          |             | | 아 이 치 현 | 도요카와시   | 도요카와시   |          |
| NH04    | 고                 | 国府         | 3.0       | 9.6       | ｜    | ●     |             | ●     | ▲           |             | 나고야 철도 ■ 도요카와 선 | 아 이 치 현 | 도요카와시   | 도요카와시   |          |
| NH05    | 고유               | 御油         | 1.1       | 10.7      | ｜    | ｜    |             | ｜    | ｜          |             | | 아 이 치 현 | 도요카와시   | 도요카와시   |          |
| NH06    | 메이덴아카사카     | 名電赤坂     | 1.8       | 12.5      | ｜    | ｜    |             | ｜    | ｜          |             | | 아 이 치 현 | 도요카와시   | 도요카와시   |          |
| NH07    | 메이덴나가사와     | 名電長沢     | 2.5       | 15.0      | ｜    | ｜    |             | ｜    | ｜          |             | | 아 이 치 현 | 도요카와시   | 도요카와시   |          |
| NH08    | 모토주쿠           | 本宿         | 3.7       | 18.7      | ●     | ●     |             | ▲     | ▲           |             | | 아 이 치 현 | 오카자키시   | 오카자키시   |          |
| NH09    | 메이덴야마나카     | 名電山中     | 1.7       | 20.4      | ｜    | ｜    |             | ｜    | ｜          |             | | 아 이 치 현 | 오카자키시   | 오카자키시   |          |
|         | 마이기 신호장      | 舞木信号場   | -         | (21.0)    | ｜    | ｜    |             | ｜    | ｜          |             | | 아 이 치 현 | 오카자키시   | 오카자키시   |          |
| NH10    | 후지카와           | 藤川         | 2.7       | 23.1      | ●     | ｜    |             | ｜    | ｜          |             | | 아 이 치 현 | 오카자키시   | 오카자키시   |          |
| NH11    | 미아이             | 美合         | 2.5       | 25.6      | ●     | ●     |             | ▲     | ▲           |             | | 아 이 치 현 | 오카자키시   | 오카자키시   |          |
| NH12    | 오토가와           | 男川         | 2.0       | 27.6      | ●     | ▲     |             | ｜    | ｜          |             | | 아 이 치 현 | 오카자키시   | 오카자키시   |          |
| NH13    | 히가시오카자키     | 東岡崎       | 2.2       | 29.8      | ●     | ●     |             | ●     | ●           |             | | 아 이 치 현 | 오카자키시   | 오카자키시   |          |
| NH14    | 오카자키코엔마에   | 岡崎公園前   | 1.3       | 31.1      | ｜    | ｜    |             | ｜    | ｜          |             | 아이치 환상 철도 ■ 아이치 환상 철도선 | 아 이 치 현 | 오카자키시   | 오카자키시   |          |
| NH15    | 야하기바시         | 矢作橋       | 1.4       | 32.5      | ●     | ▲     |             | ｜    | ｜          |             | | 아 이 치 현 | 오카자키시   | 오카자키시   |          |
| NH16    | 우토               | 宇頭         | 2.3       | 34.8      | ｜    | ｜    |             | ｜    | ｜          |             | | 아 이 치 현 | 오카자키시   | 오카자키시   |          |
| NH17    | 신안조             | 新安城       | 3.5       | 38.3      | ●     | ●     |             | ●     | ｜          |             | 나고야 철도 ■ 니시오 선 | 아 이 치 현 | 안조시       | 안조시       |          |
| NH18    | 우시다             | 牛田         | 2.6       | 40.9      | ▲     | ｜    |             | ｜    | ｜          |             | | 아 이 치 현 | 지류시       | 지류시       |          |
| NH19    | 지류               | 知立         | 2.2       | 43.1      | ●     | ●     |             | ●     | ●           |             | 나고야 철도 ■ 미카와 선 | 아 이 치 현 | 지류시       | 지류시       |          |
| NH20    | 히토쓰기           | 一ツ木       | 1.5       | 44.6      | ｜    | ｜    |             | ｜    | ｜          |             | | 아 이 치 현 | 가리야시     | 가리야시     |          |
| NH21    | 후지마쓰           | 富士松       | 2.0       | 46.6      | ｜    | ｜    |             | ｜    | ｜          |             | | 아 이 치 현 | 가리야시     | 가리야시     |          |
| NH22    | 도요아케           | 豊明         | 1.5       | 48.1      | ●     | ▲     |             | ｜    | ｜          |             | | 아 이 치 현 | 도요아케시   | 도요아케시   |          |
| NH23    | 젠고               | 前後         | 1.7       | 49.8      | ●     | ●     |             | ｜    | ｜          |             | | 아 이 치 현 | 도요아케시   | 도요아케시   |          |
| NH24    | 주쿄케이바조마에   | 中京競馬場前 | 1.6       | 51.4      | ●     | ▲     |             | ｜    | ｜          |             | | 아 이 치 현 | 나 고 야 시  | 미도리 구    |          |
| NH25    | 아리마쓰           | 有松         | 1.3       | 52.7      | ●     | ▲     |             | ｜    | ｜          |             | | 아 이 치 현 | 나 고 야 시  | 미도리 구    |          |
| NH26    | 사쿄야마           | 左京山       | 1.1       | 53.8      | ▲     | ｜    |             | ｜    | ｜          |             | | 아 이 치 현 | 나 고 야 시  | 미도리 구    |          |
| NH27    | 나루미             | 鳴海         | 1.3       | 55.1      | ●     | ●     |             | ▲     | ｜          |             | | 아 이 치 현 | 나 고 야 시  | 미도리 구    |          |
| NH28    | 모토호시자키       | 本星崎       | 1.6       | 56.7      | ｜    | ｜    |             | ｜    | ｜          |             | | 아 이 치 현 | 나 고 야 시  | 미나미구     |          |
| NH29    | 모토카사데라       | 本笠寺       | 1.5       | 58.2      | ▲     | ｜    |             | ｜    | ｜          |             | | 아 이 치 현 | 나 고 야 시  | 미나미구     |          |
| NH30    | 사쿠라             | 桜           | 0.7       | 58.9      | ｜    | ｜    |             | ｜    | ｜          |             | | 아 이 치 현 | 나 고 야 시  | 미나미구     |          |
| NH31    | 요비쓰기           | 呼続         | 1.0       | 59.9      | ｜    | ｜    |             | ｜    | ｜          |             | | 아 이 치 현 | 나 고 야 시  | 미나미구     |          |
| NH32    | 호리타             | 堀田         | 1.2       | 61.1      | ●     | ●     |             | ｜    | ｜          |             | | 아 이 치 현 | 나 고 야 시  | 미즈호구     | 미즈호구 |
| NH33    | 진구마에           | 神宮前       | 1.1       | 62.2      | ●     | ●     | ●           | ●     | ●           | ●           | 나고야 철도 ■ 도코나메 선 | 아 이 치 현 | 나 고 야 시  | 아쓰타구     |          |
| NH34    | 가나야마           | 金山         | 2.2       | 64.4      | ●     | ●     | ●           | ●     | ●           | ●           | 도카이 여객철도 ■ 도카이도 본선 · ■ 주오 본선 나고야 시영 지하철 메이조 선 (M 01) · 메이코 선 (E 01) | 아 이 치 현 | 나 고 야 시  | 나카구       |          |
| NH35    | 산노               | 山王         | 1.6       | 66.0      | ｜    | ｜    | ｜          | ｜    | ｜          | ｜          | | 아 이 치 현 | 나 고 야 시  | 나카가와구   |          |
| NH36    | 메이테쓰 나고야    | 名鉄名古屋   | 2.0       | 68.0      | ●     | ●     | ●           | ●     | ●           | ●           | 도카이 여객철도 ■ 도카이도 본선 · ■ 주오 본선 · ■ 간사이 본선 (나고야 역) 나고야 시영 지하철 히가시야마 선 (H 08) · 사쿠라도리 선 (S 02) 나고야 임해 고속 철도 ■ 니시나고야코 선 (아오나미 선) 긴키 닛폰 철도 ■ 나고야 선 (긴테쓰나고야 역) | 아 이 치 현 | 나 고 야 시  | 나카무라구   |          |
| NH37    | 사코               | 栄生         | 1.9       | 69.9      | ●     | ●     | ｜          | ｜    | ｜          | ｜          | | 아 이 치 현 | 나 고 야 시  | 니시구       |          |
| NH38    | 히가시비와지마     | 東枇杷島     | 0.8       | 70.7      | ｜    | ｜    | ｜          | ｜    | ｜          | ｜          | | 아 이 치 현 | 나 고 야 시  | 니시구       |          |
|         | 비와지마 분기점    | 枇杷島分岐点 | -         | (71.3)    | ｜    | ｜    | ｜          | ｜    | ｜          | ｜          | 나고야 철도 ■ 이누야마 선 | 아 이 치 현 | 기요스시     | 기요스시     |          |
| NH39    | 니시비와지마       | 西枇杷島     | 0.9       | 71.6      | ｜    | ｜    | ｜          | ｜    | ｜          | ｜          | | 아 이 치 현 | 기요스시     | 기요스시     |          |
| NH40    | 후타쓰이리         | 二ツ杁       | 0.6       | 72.2      | ●     | ▲     | ｜          | ｜    | ｜          | ｜          | | 아 이 치 현 | 기요스시     | 기요스시     |          |
| NH41    | 신카와바시         | 新川橋       | 0.6       | 72.8      | ｜    | ｜    | ｜          | ｜    | ｜          | ｜          | | 아 이 치 현 | 기요스시     | 기요스시     |          |
| NH42    | 스카구치           | 須ヶ口       | 0.7       | 73.5      | ●     | ●     | ●           | ▽     | ｜          | ｜          | 나고야 철도 ■ 쓰시마 선 | 아 이 치 현 | 기요스시     | 기요스시     |          |
| NH43    | 마루노우치         | 丸ノ内       | 0.8       | 74.3      | ｜    | ｜    | ｜          | ｜    | ｜          | ｜          | | 아 이 치 현 | 기요스시     | 기요스시     |          |
| NH44    | 신키요스           | 新清洲       | 0.9       | 75.2      | ●     | ●     | ●           | ｜    | ｜          | ｜          | | 아 이 치 현 | 기요스시     | 기요스시     |          |
| NH45    | 오사토             | 大里         | 2.3       | 77.5      | ●     | ▲     | ▲           | ｜    | ｜          | ｜          | | 아 이 치 현 | 이나자와시   | 이나자와시   |          |
| NH46    | 오쿠다             | 奥田         | 1.3       | 78.8      | ｜    | ｜    | ｜          | ｜    | ｜          | ｜          | | 아 이 치 현 | 이나자와시   | 이나자와시   |          |
| NH47    | 고노미야           | 国府宮       | 2.1       | 80.9      | ●     | ●     | ●           | ●     | ●           | ●           | | 아 이 치 현 | 이나자와시   | 이나자와시   |          |
| NH48    | 시마우지나가       | 島氏永       | 2.0       | 82.9      | ｜    | ｜    | ｜          | ｜    | ｜          | ｜          | | 아 이 치 현 | 이나자와시   | 이나자와시   |          |
| NH49    | 묘코지             | 妙興寺       | 1.8       | 84.7      | ｜    | ｜    | ｜          | ｜    | ｜          | ｜          | | 아 이 치 현 | 이치노미야시 | 이치노미야시 |          |
| NH50    | 메이테쓰이치노미야 | 名鉄一宮     | 1.7       | 86.4      | ●     | ●     | ●           | ●     | ●           | ●           | 나고야 철도 ■ 비사이 선 도카이 여객철도 ■ 도카이도 본선 (오와리이치노미야역) | 아 이 치 현 | 이치노미야시 | 이치노미야시 |          |
| NH51    | 이마이세           | 今伊勢       | 1.9       | 88.3      | ｜    | ｜    | ｜          | ｜    | ｜          | ｜          | | 아 이 치 현 | 이치노미야시 | 이치노미야시 |          |
| NH52    | 이와토             | 石刀         | 0.9       | 89.2      | ｜    | ｜    | ｜          | ｜    | ｜          | ｜          | | 아 이 치 현 | 이치노미야시 | 이치노미야시 |          |
| NH53    | 신키소가와         | 新木曽川     | 2.0       | 91.2      | ●     | ●     | ●           | □     | ●           | ｜          | | 아 이 치 현 | 이치노미야시 | 이치노미야시 |          |
| NH54    | 구로다             | 黒田         | 0.9       | 92.1      | ｜    | ｜    | ｜          | ｜    | ｜          | ｜          | | 아 이 치 현 | 이치노미야시 | 이치노미야시 |          |
| NH55    | 기소가와즈쓰미     | 木曽川堤     | 1.8       | 93.9      | ｜    | ｜    | ｜          | ｜    | ｜          | ｜          | | 아 이 치 현 | 이치노미야시 | 이치노미야시 |          |
| NH56    | 가사마쓰           | 笠松         | 1.2       | 95.1      | ●     | ●     | ●           | □     | ●           | ｜          | 나고야 철도 ■ 다케하나 선 | 기 후 현    | 하시마군     | 가사마쓰정   |          |
| NH57    | 기난               | 岐南         | 1.8       | 96.9      | ｜    | ｜    | ｜          | ｜    | ｜          | ｜          | | 기 후 현    | 하시마군     | 기난정       |          |
| NH58    | 자조               | 茶所         | 1.4       | 98.3      | ｜    | ｜    | ｜          | ｜    | ｜          | ｜          | | 기 후 현    | 기후시       | 기후시       |          |
| NH59    | 가노               | 加納         | 0.4       | 98.7      | ｜    | ｜    | ｜          | ｜    | ｜          | ｜          | | 기 후 현    | 기후시       | 기후시       |          |
| NH60    | 메이테쓰기후       | 名鉄岐阜     | 1.1       | 99.8      | ●     | ●     | ●           | ●     | ●           | ●           | 나고야 철도 ■ 가카미가하라 선 도카이 여객철도 ■ 도카이도 본선 · ■ 다카야마 본선 (기후역) | 기 후 현    | 기후시       | 기후시       |          |